# Kapenopfu Corona
La Kapenopfu Corona è una struttura geologica della superficie di Venere.